# Återvändan
Återvändan, även kallad Cathrinelunds lastageplats, var en hamnanläggning i Stora Mellösa socken i nuvarande Örebro kommun, vid den sydvästra delen av Hjälmaren. Hamnen anlades i början av 1800-talet, då den fungerade som utskeppningshamn för järn som producerats vid Skogaholms bruk och Gryts bruk i Närke.
Under andra halvan av 1800-talet fick järntransporterna vid hamnen allt mindre betydelse, men länge upprätthölls en hamnverksamhet med både frakt- och passagerartrafik. Den sista reguljära sjötrafiken upphörde år 1932.
Numera rymmer Katrinelund, som platsen kallas idag, bland annat restaurang- och konferensanläggningen Katrinelund Gästgiveri och Sjökrog, samt nyuppförda bostäder och en kommunal badplats.

## Historia
Hamnen anlades i början av 1800-talet. År 1804 köpte ägaren till Gryts bruk, Carl Didrik Hamilton, och ägaren till Skogaholms bruk, Gustaf Philip Wennerstedt hemmanet Återvändan och började anlägga lastageplatsen. Bland annat byggdes en stenkaj och fasta anläggningsplatser utanför kajen. Det uppfördes även flera uthus och en huvudbyggnad där hamnchefen bodde, faktorsbostaden.
Järnet från de bägge bruken fraktades till lastageplatsen på en närmare tre kilometer lång nyanlagd väg från byn Bittinge. Hamnen användes även för transport i andra riktningen, bland annat med träkol. Fartygen som transporterade järnet genom Hjälmaren och Mälaren till Stockholm beställdes vid varv i Torshälla. Skogaholmsbrukets första fartyg, S:t Brita, levererades 1805. Det var 61 fot (drygt 18 meter) långt och 19 fot (knappt sju meter) brett och grundgående, så det klarade vattendjupet i Hjälmare kanal.
Namnet Återvändan kom ur bruk. Från år 1808 användes istället namnet Cathrinelund, troligen efter Carl Didrik Hamiltons hustru, som hette Catharina.
I takt med att transporttekniken utvecklades, bland annat genom att järnvägsnäten byggdes ut, minskade brukens behov av järntransporter till sjöss. Därmed avtog även aktiviteterna vid Cathrinelund. År 1865 sålde Skogaholms och Gryts bruk området och hamnen på auktion för 6 111 riksdaler. Hamnverksamheten fortsatte dock, men utan lika tydlig koppling till järnbrukens behov. Efter sänkningen av Hjälmarens vattennivå, som skedde mellan 1878 och 1887, ordnades en ny inseglingsled. Den var drygt två meter djup, cirka 15 meter bred och närmare 70 meter lång. Samtidigt byggdes en ny kaj, omkring 100 meter väster om den gamla.
Verksamheten vid hamnen fortsatte sedan med både passagerar- och godstrafik, men år 1932 upphörde den reguljära båttrafiken vid Cathrinelunds lastageplats. Det sista fartyg som regelbundet angjorde Cathrinelund var motorfartyget Liden.

## Nutid
Cathrinelund såldes i början på 2000-talet. Säljarna var ättlingar till dem som köpte området vid auktionen år 1865 och Cathrinelund hade varit hemmahamn för en sjöfartsrörelse i många generationer. Ägarbytet blev starten på en återuppbyggnad. Hamnanläggningen och de förfallna byggnaderna fick nytt liv och de nya ägarna lät bygga både fritidshus och permanentbostäder på den mark som tidigare tillhört det gamla hemmanet och hamnverksamheten.

## Katrinelund gästgiveri och sjökrog
Den gamla hamnmiljön har restaurerats och omvandlats till restaurang- och konferensanläggningen Katrinelund gästgiveri och sjökrog, som öppnade 2011. Restaurangerna har specialiserat sig på närproducerade råvaror, bland annat gös som fångats i Hjälmaren. Verksamheten har i flera år fått utmärkelser i restaurangguiden White guide. Sjökrogen ligger vid den nuvarande hamnen, medan gästgiveriet är inrymt i huvudbyggnaden. I anslutning till den finns även ett par nybyggda hus med hotellrum samt spa.